# John Paul Stevens
John Paul Stevens (født 20. april 1920 i Chicago i Illinois i USA - 16. juli 2019) var en amerikansk jurist som fra 1975 til 29. juni 2010 var dommer ved USA's højesteret. Han er det ældste medlem af Revisionsretten. Han blev udnævnt til domstolen af den republikanske præsident Gerald Ford. Han var både domstolens ældste og længstsiddende dommer, og var derfor stedfortræder for højesteretspræsidenten under dennes eventuelle fravær. Stevens anses i almindelighed for at være liberal.